# Рана, Дев Шамшер Джанг Бахадур
Дев Шамшер Джанг Бахадур Рана (непальск. देव शमशेर जङ्गबहादुर राणा; 17 июля 1862 — 20 февраля 1914) — непальский государственный деятель, премьер-министр (шри тин махарадж) из династии Рана (1901). Являлся махараджой Ламджунга и Каски.

## Биография
Был четвёртым из 17 сыновей, родившихся в семье командующего армией Дхира Шамшера Джанга Бахадура Раны (младшего брата Джанга Бахадура Раны, премьер-министра Непала (1846—1877)) и его третьей жены Рани Нанды Кумари.
У его отца были трудности с содержанием огромной семьи. Семья Шамшер была беднее, чем семья Джанг и другие кузены, поэтому, чтобы облегчить ситуацию, Дев Шамшер был принят в очень раннем возрасте бездетным старшим братом своего отца, генералом Кришной Бахадуром Кунваром Ранаджи и был воспитан им и его женой. В новой семье, глава которой был губернатором Палпы, он получил более качественное воспитание по сравнению с его братьями, с которыми он видел изредка во время празднеств и семейных встреч. Он унаследовал все богатство своего дяди, а также долю богатства своего отца.
В 1885 году семья Шамшер, племянники Джанга Бахадура, убила многих его сыновей и захватила власть в Непале в ходе военного переворота. Дев Шамшер чувствовал себя виноватым за то, что произошло в ходе этих трагических событий, хотя сам он находился в руках генерала Дхоя Нарсингх Рана. Многие его прямые родственники были вынуждены бежать в Британскую Индию, но не получили никакой помощи от местных колониальных властей.
В марте 1901 года он был назначен премьер-министром Непала. Во время своего короткого пребывания в должности он стал известен как «Реформатор» за свою прогрессивную политику — провозгласил всеобщее образование (предложил систему всеобщего начального образования, используя непальский язык как основу форму обучения), начал строить школы, предпринимал шаги для отмены рабства и ввёл несколько схем социального обеспечения. Предпринимал меры по борьбе с коррупцией и учредил первую непальскую газету. Также рассматривал возможность создания парламента. Одобрил план «Универсальное образование», разработанный правителем Баджханга Бахадуром Сингхом. Кроме того, была начата добыча железная руды в Тхозае. Ему импонировала система управления, созданная в Японии, с которой он специально ознакомился, в своей политике он старался подражать реформам Реставрации Мэйдзи. Премьер даже планировал отправить непальских юношей в Японию для получения высшего образования. Использовав семена растений привезённых из этой страны, он впервые высадил в Непале глицинию, хризантему, хурму и крупный каштан.
В конце июня 1901 года он был свергнут своими братьями и отправился в изгнание в Индию. Сначала он был сослан в Дханкуту в качестве губернатора Восточного Непала, поэтому он также стал известен как махараджа Дханкуты, но позже скрылся в Индии, добравшись до Дарджилинга. Новый премьер Непала Чандра Шамшер Рана обратился к просьбой с британским властям, чтобы они обеспечили его предшественнику должный уровень благополучия и он никогда больше не вмешивался бы в дела Непала. Англичане предложили ему большой земельный участок в Нью-Дели, но он от этого отказался, предпочтя  поселиться в Джарипани в Массури. Там бывший непальский премьер построил несколько грандиозных зданий с огромными воротами, обозначающими входы, которые получили название дворца Фэрлоун, остававшегося  его резиденцией до самой смерти.
Все его дети отправились в изгнание вместе с отцом, хотя им разрешалось приезжать в Непал. Разрешение на возвращение на родину они получили только, когда премьер-министром страны стал Джуддха Шамшер Рана, поскольку он в молодости воспитывался женой Дева Шамшера. Детям свергнутого премьера были возвращены их дворцы в Тапатали и большие земельные участки в районах Банке и Бардия в Непале, где по-прежнему проживают некоторые его потомки. Всем его детям и внукам было назначено государственное пособие. Также Джуддха Шамшер приказал соорудить статую жены политика, ставшую самым значительным по размером женским изваянием в Непале.